# اتلون ۶۴
اتلون ۶۴ (انگلیسی: Athlon 64) پردازنده‌های اتلون ۶۴ نسل هشتم از معماری ریزپردازنده‌های تولید شده توسط شرکت ای‌ام‌دی موسوم به X86-64 می‌باشد، این سری از پردازنده‌ها در تاریخ ۲۳ سپتامبر ۲۰۰۳ برای اولین بار منتشر گردید، این پردازنده‌ها سومین پردازنده‌های شرکت می‌باشند که نام اتلون را یدک می‌کشند و جانشین فوری و زودهنگام پردازنده‌های پیشین یعنی اتلون ایکس‌پی گردیدند، پردازنده‌های دوم (پس از پردازنده‌های اوپترون) با هدف اجرای معماری AMD 64 ساخته شدند و جزو اولین پردازنده‌های ۶۴ بیتی میان رده بودند، ریزپردازنده‌های مصرف کننده AMD اولین بار صرفاً در جهت مقابله و عرضه‌اندام در برابر پنتیوم ۴ شرکت اینتل تولید گردیدند به ویژه پردازندهٔ پریسیکات و سدار میل که از نقطه‌نظر هسته کاملاً مورد بازبینی و تجدید نظر قرار گرفته بودند و این سری از محصولات AMD برای اولین بار تحت نام ک۸ مورد بهره‌برداری قرار گرفتند، نسل هشتم پردازنده‌های این شرکت هم صرفاً برای بازار مصرف دسکتاپ و رایانه‌های قابل حمل بود
| خانواده پردازنده‌های ای‌ام‌دی اتلون ۶۴                            | خانواده پردازنده‌های ای‌ام‌دی اتلون ۶۴                   | خانواده پردازنده‌های ای‌ام‌دی اتلون ۶۴                       | خانواده پردازنده‌های ای‌ام‌دی اتلون ۶۴       | خانواده پردازنده‌های ای‌ام‌دی اتلون ۶۴ | خانواده پردازنده‌های ای‌ام‌دی اتلون ۶۴ | خانواده پردازنده‌های ای‌ام‌دی اتلون ۶۴ | خانواده پردازنده‌های ای‌ام‌دی اتلون ۶۴          |
| تصویر                                                          | رایانه رومیزی                                         | رایانه رومیزی                                             | رایانه رومیزی                             | تصویر                               | لپ‌تاپ                               | لپ‌تاپ                               | لپ‌تاپ                                        |
| تصویر                                                          | نام رمز                                               | هسته                                                      | تاریخ ارائه                               | تصویر                               | نام رمز                             | هسته                                | تاریخ ارائه                                  |
| -------------------------------------------------------------- | ----------------------------------------------------- | --------------------------------------------------------- | ----------------------------------------- | ----------------------------------- | ----------------------------------- | ----------------------------------- | -------------------------------------------- |
| Athlon 64 logo as of 2003                                      | کلاوهامر نیوکسل وینچستر ونیز منچستر * سن دیگو تولدو * | ۱۳۰ نانو ۱۳۰ نانو ۹۰ نانو ۹۰ نانو ۹۰ نانو ۹۰ نانو ۹۰ نانو | دسامبر ۲۰۰۳ اکتبر ۲۰۰۴ آوریل ۲۰۰۵ می ۲۰۰۵ | Athlon 64 Mobile logo as of 2003    | کلاوهامر اودسا اوکویل نیوآرک        | ۱۳۰ نانو ۱۳۰ نانو ۹۰ نانو ۹۰ نانو   | دسامبر ۲۰۰۳ فوریه ۲۰۰۴ آگوست ۲۰۰۴ آوریل ۲۰۰۵ |
| Athlon 64 FX logo as of 2003                                   | اسلیج‌هامر کلاوهامر سن دیگو                            | ۱۳۰ نانو ۱۳۰ نانو ۹۰ نانو                                 | سپتامبر ۲۰۰۳ ژوئن ۲۰۰۴ ژوئن ۲۰۰۵          |                                     |                                     |                                     |                                              |
| Athlon 64 logo as of 2008                                      | اورلئانز لیما                                         | ۶۵ نانو ۶۵ نانو                                           | فوریه ۲۰۰۷ می ۲۰۰۷                        | Athlon Neo logo as of 2008          | هورون                               | ۶۵ نانو                             | ژانویه ۲۰۰۹                                  |
| * اتلون ایکس۲ با یک هستهٔ غیرفعال شده لیست پردازنده‌های اتلون ۶۴ |                                                       |                                                           |                                           |                                     |                                     |                                     |                                              |